# Simard
Simard é uma comuna francesa na região administrativa de Borgonha-Franco-Condado, no departamento Saône-et-Loire. Estende-se por uma área de 21,95 km². Em 2010 a comuna tinha 1 201 habitantes (densidade: 54,7 hab./km²).